# Richard Secord
Richard V. Secord, La Rue, Ohio, 6 de julio de 1932-Port Orange, Florida, 15 de octubre de 2024) fue un militar estadounidense. Miembro de la Fuerza aérea de los Estados Unidos condenado por su implicación en el escándalo Irán-Contra. 

## Biografía
Richard Secord se graduó en la  Academia Militar de West Point en 1955 y enseguida fue comisionado en la USAF. Fue Presidente del Stanford Technology Trading Group Int. Esta empresa, conocida como Enterprise, se dedicó a la venta de armas a Irán durante la presidencia de Ronald Reagan (1981-1989).

### Laos
Richard Secord estuvo involucrado en la guerra secreta, en Laos durante la segunda guerra de Indochina. En el momento en que estaba estacionado en Tailandia como comandante de ala y supuesto líder militar Hmong,con el apoyo aéreo táctico del general de las fuerzas armadas de Laos Vang Pao. Ron Rickenbach, un exfuncionario de la USAID, que servía  a la vez, presentaron una denuncia sin fundamento de que Vang Pao, de vez en cuando utiliza estos aviones para el transporte de opio.

### Irán-Contra
Richard Secord ha sido descrito como haber representado a los comerciantes de armas de EE. UU. ante el Shah de Irán, se suponía que él actuaba como el principal asesor del comandante en jefe de la fuerza aérea iraní y dirigió todos los programas de la Fuerza Aérea de EE. UU. a Irán, así como algunos programas de asistencia del Ejército y Armada.
Secord presentó una demanda por difamación en contra de Leslie Cockburn, Andrew Cockburn, Morgan Entrekin, Atlantic Monthly Press, y Little, Brown and Company, Inc. por la publicación de un libro en 1987 titulado, Fuera de Control: La historia secreta de la Administración de Reagan, Guerra en Nicaragua, el Oleoducto ilegal, y la Conexión Contra Drogas. El tribunal ordenó un juicio sumario en nombre de la demandada.

### Juicio (1988-1989)
El 16 de marzo de 1988, fue acusado formalmente el de seis cargos por delitos graves. El 11 de mayo de 1989, Secord recibió una segunda acusación de nueve cargos de obstaculizar y obstruir el congreso de selección del  Comités Irán Contra. Secord fue sometido a juicio por doce cargos. El 8 de noviembre de 1989, Richard Secord se declaró culpable de un cargo de delito mayor de declaraciones falsas al Congreso, y el 24 de enero de 1990, fue condenado a dos años de libertad condicional.

### Retiro y fallecimiento (2002-2024)
Tras su retiro de la vida militar, ocupó el puesto de CEO y Presidente de la Junta de la Computerized Thermal Imaging (2002-2024). El general Secord vivió sus últimos años en un centro para personas mayores en el área de Daytona Beach. Falleció en Port Orange el 15 de octubre de 2024, a la edad de 92 años.